# Clan Nabeshima
Il clan Nabeshima (鍋島氏?, Nabeshima-shi) è stato un clan giapponese di samurai, discendente dal clan Shōni e risiedente nella provincia di Hizen.

## Storia
Ramo cadetto del clan Shōni e discendente del clan Fujiwara, il clan Nabeshima controllò il castello di Saga, nella provincia di Hizen, dal tardo periodo Sengoku al periodo Edo. Nel tardo XII° secolo, Fujiwara no Sukeyori, discendente di Fujiwara no Hidesato di nona generazione, prese dallo Shōgun Minamoto no Yoritomo il titolo di Dazai Shōni (equivalente a quello di vice-governatore del governo militare di Kyūshū), titolo che divenne un ereditario.
Il clan ebbe un ruolo importante nell'isola fin dai primi anni del periodo Muromachi, quando aiutò a combattere gli oppositori dello shogunato Ashikaga nell'isola di Kyūshū. Il nome di Nabeshima fu però adottato solo nel tardo XV secolo, quando Shōni Shigenao si stabilì a Hizen, e più precisamente a Nabeshima (oggi parte di Saga, nell'omonima prefettura). Più tardi, durante il periodo Sengoku (1467–1603), i Nabeshima furono uno dei molti clan che si contesero il controllo dell'isola: come servitori del clan Ryūzōji, si scontrarono contro il clan Ōtomo, ma senza esito favorevole, soprattutto dopo la morte di Ryūzōji Takanobu nella battaglia di Okitanawate del 1584. Qualche anno dopo, i Nabeshima si schierarono poi con Toyotomi Hideyoshi nella sua campagna di Kyūshū del 1587; Nabeshima Naoshige fu quindi premiato per i suoi sforzi con la regione di Saga come suo feudo; partecipò anche alle guerra Imjin tra il 1592 e il 1598.
Dopo la morte di Hideyoshi, il clan Nabeshima si schierò inizialmente con Ishida Mitsunari contro Tokugawa Ieyasu nella campagna di Sekigahara del 1600, ma cambiarono schieramento a favore dei Tokugawa, che ne uscirono vincitori finali; nel far ciò, combatterono e occuparono le forze di Tachibana Muneshige, che non poté dunque partecipare direttamente alla battaglia di Sekigahara. Sebbene noti come tozama daimyō (signori "esterni"), e assegnati a doveri di corvée particolarmente duri, i Nabeshima poterono mantenere i loro territori a Saga, e ottennero anzi un aumento nel loro kokudaka (ovvero le loro entrate misurate in migliaia di koku). Le forze del clan servirono il nuovo shogunato Tokugawa con lealtà negli anni che seguirono: rimasero nel Kyūshū durante la campagna di Osaka nel 1615 per controllare possibili ribellioni o rivolte del clan Shimazu, e aiutarono a reprimere la rivolta di Shimabara del 1637. Come ricompensa dei loro servigi molti membri del clan ricevettero il nome prestigioso di Matsudaira nel 1648.
Durante il periodo Edo, il dominio di Saga dei Nabeshima divenne famoso per la porcellana che vi veniva prodotta; era nota come "merce Nabeshima", omonima al clan, o "merce Imari", dal nome del porto di Imari da dove venivano esportata la porcellana.

## Membri noti del clan
- Nabeshima Naoshige (1537–1619)
- Nabeshima Katsushige (1580–1657)
- Nabeshima Motoshige
- Nabeshima Naomasa (1814–1871)